# Municipio de Chadbourn
El municipio de Chadbourn (en inglés: Chadbourn Township) es un municipio ubicado en el  condado de Columbus en el estado estadounidense de Carolina del Norte. En el año 2010 tenía una población de 6.219 habitantes.

## Geografía
El municipio de Chadbourn se encuentra ubicado en las coordenadas 34°18′41.61″N 78°48′50.08″O / 34.3115583, -78.8139111.